# ديفيد فينلاي
ديفيد فينلاي هو مصارع محترف ألماني، ولد في 16 مايو 1993 في مدينة بريمن في ألمانيا.

## وصلات خارجية
- ديفيد فينلاي على موقع WrestlingData.com (الإنجليزية)
- ديفيد فينلاي على موقع CageMatch worker (الإنجليزية)
- ديفيد فينلاي على موقع عالم المصارعة على الإنترنت (الإنجليزية)

- ديفيد فينلاي على موقع IMDb (الإنجليزية)
- ديفيد فينلاي على موقع قاعدة بيانات الفيلم (الإنجليزية)